# Dart River/Te Awa Whakatipu
Der Dart River/Te Awa Whakatipu ist ein Fluss in der Region Otago auf der Südinsel von Neuseeland.

## Geographie
Der Dart River/Te Awa Whakatipu entspringt an der Gletscherzunge des Dart Glacier, südwestlich des Mount Aspiring und fließt von dort aus zunächst rund 2,5 km in westsüdwestliche Richtung, um dann für rund 3,2 km der südlichen Richtung den Vorzug zu geben. In einem Rechtsknick bewegt sich dann anschließend das Gewässer für rund 11 km in westliche Richtung und fließt danach in einem großen Bogen in südlich Richtung. Auf diesem Weg passiert der Dart River/Te Awa Whakatipu einen rund 1,1 km langen und rund 1,9 km breiten Bergrutsch, der zum Aufstauen eines kleinen Sees im Flussverlauf des Dart River/Te Awa Whakatipu östlich des 2252 m hohen Cosmos Peaks geführt hat. Nach insgesamt 67 km Flussverlauf mündet der Dart River/Te Awa Whakatipu schließlich parallel zum von Nordnordosten kommenden Rees River in den nördlichen Teil des Lake Wakatipu. Der kleine Ort Glenorchy ist ab rund 1,4 km östlich des rund 1,3 km breiten Mündungsgebiets des Dart River/Te Awa Whakatipu zu finden.
Der Dart River/Te Awa Whakatipu besitzt zwei rechte Nebenflüsse, den Whitbourn River und den Blue Duck River, und beidseits zahlreiche als Burn bezeichnete zutragenden Gewässer.

## Wanderwege
Fast auf der gesamten Länge des Flusses verläuft parallel zum Gewässer der Dart Track, von dem im Oberlauf der Whitbourn Track nach Norden abzweigt und der Dart Track in den Rees Track übergeht, der wieder zum Lake Wakatipu zurückführt. Dart und Rees Track bilden damit zusammen einen Rundwanderweg.

## Jetboot-Fahrten
Auf dem Fluss werden Jetboot-Fahrten angeboten, da die letzten 50 km des Flusses dafür geeignet sind.

## Filmset
Am Dart River/Te Awa Whakatipu wurden Szenen der Trilogie Herr der Ringe gefilmt, darunter Isengard, das bei Dan’s Paddock aufgenommen wurde, und Lothlórien, das in den Wäldern etwas weiter nördlich liegt.

## Ereignis
Am Oberlauf des Flusses stürzte 1989 eine Britten-Norman Islander der Fluggesellschaft Aspiring Air ab, wobei alle 10 Insassen ums Leben kamen.

## Bildergalerie

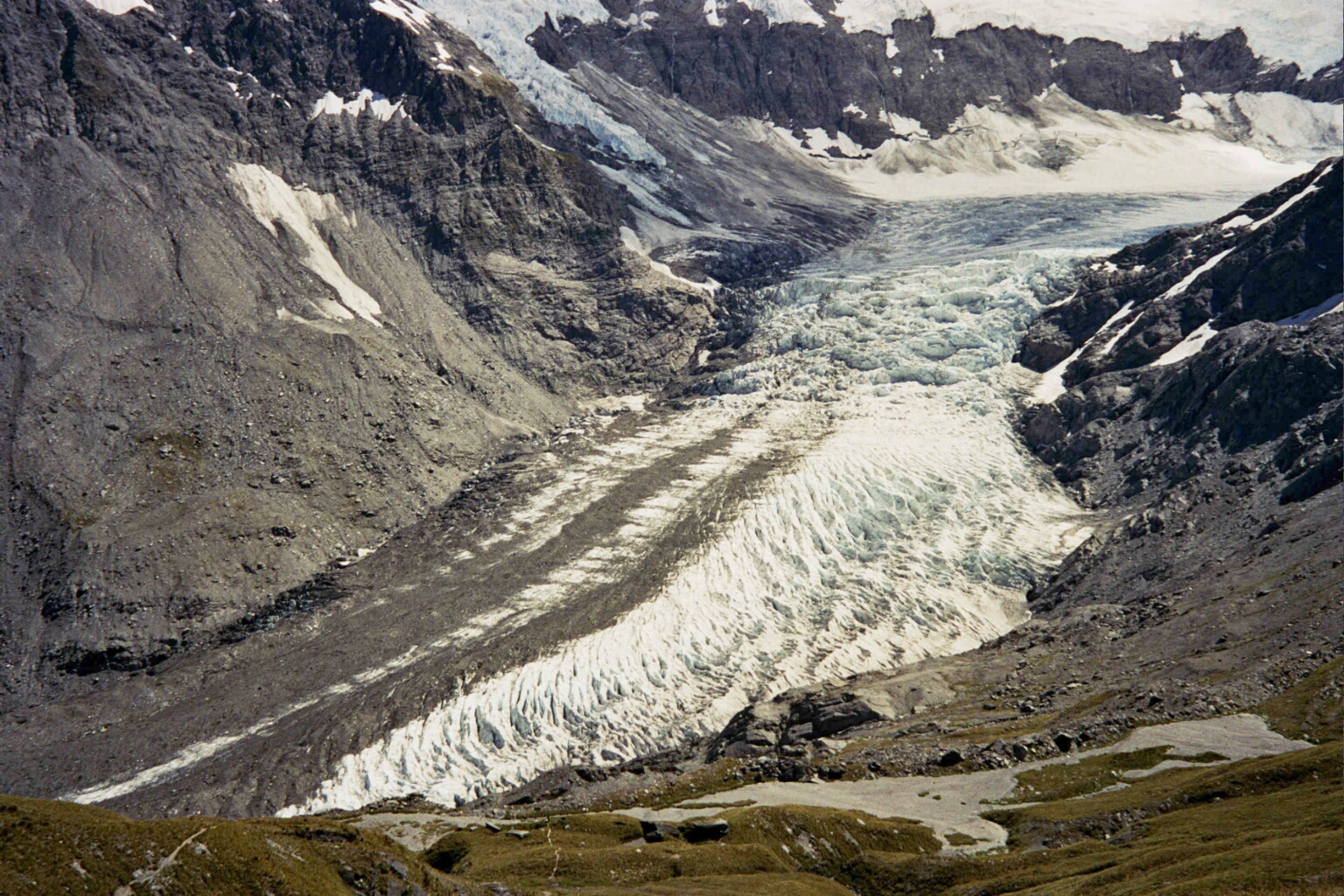
Dart Glacier (Quelle des Dart River)
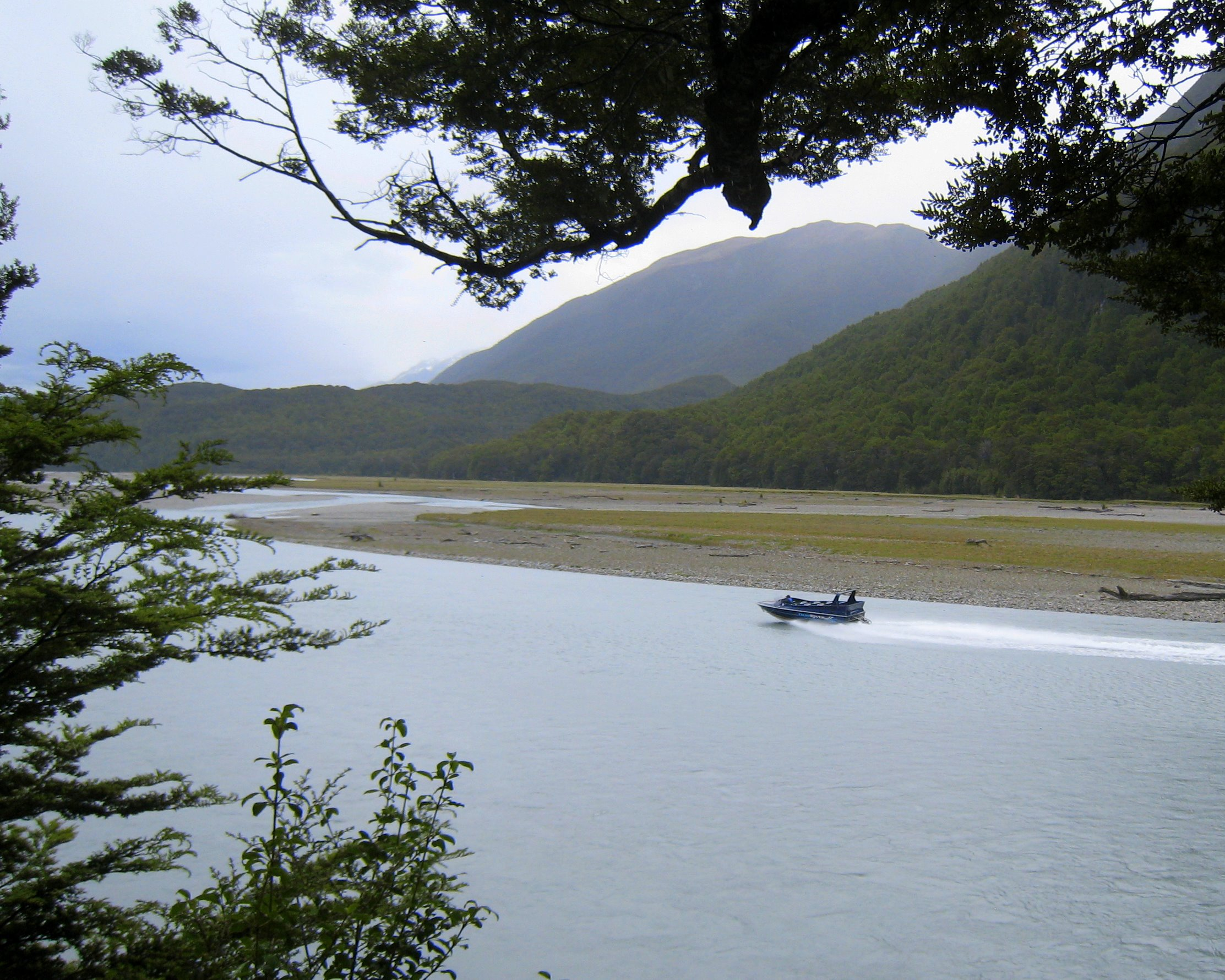
Jetboot auf dem Dart River/Te Awa Whakatipu
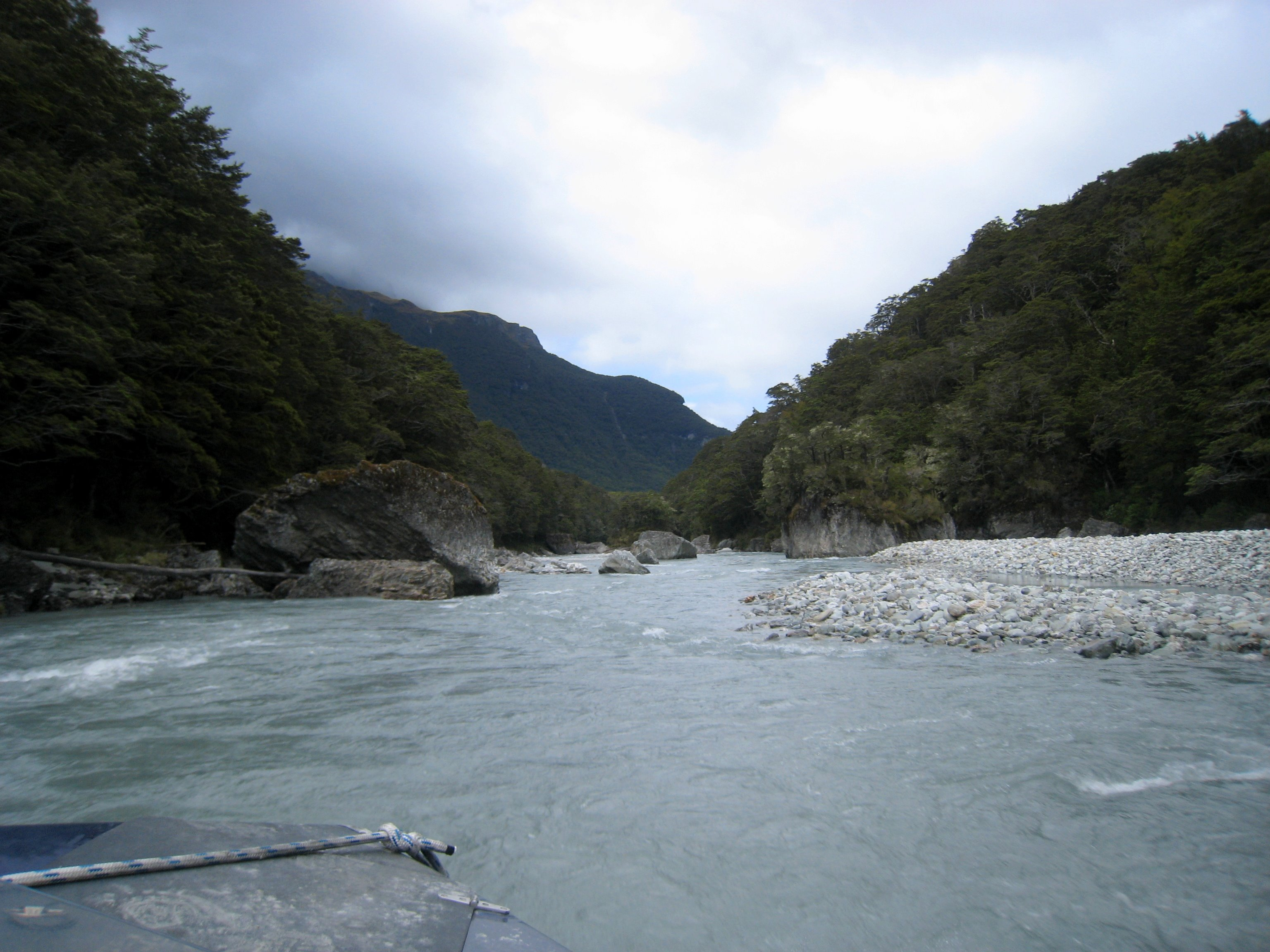
Engstelle am Dart River/Te Awa Whakatipu
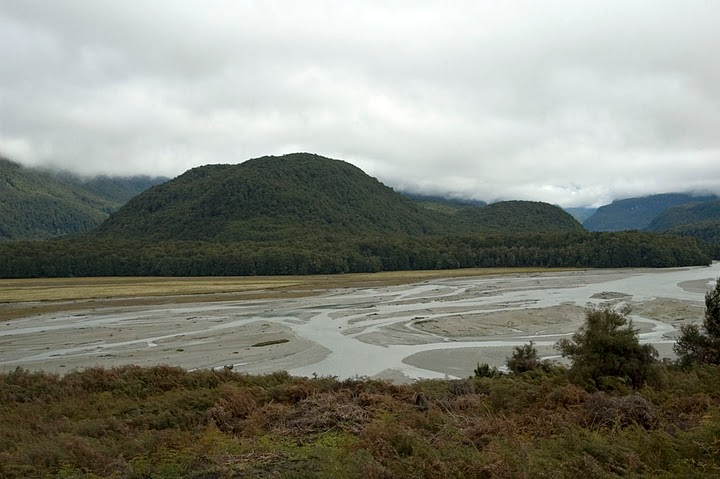
„Isengard“ aus dem Film Der Herr der Ringe